# Madman Entertainment
Madman Entertainment ist ein australisches Vertriebs- und Rechteverwaltungsunternehmen mit Hauptsitz in Melbourne, das sich auf Spielfilme, Dokumentarfilme, Fernsehserien und Animes in verschiedenen Kino- und Unterhaltungsformaten in Australien und Neuseeland spezialisiert hat. Es verwaltet den Vertrieb von Live-Action-Titeln über die Labels Madman Films, Directors Suite, Madman Sports, Madman Laughs, Madman Television, Bollywood Masala und Eastern Eye sowie die Kinderunterhaltung über die Labels Planet Mad und Mad4Kids. Madman hat auch einen Filmverleih namens Madman Cinema. Darüber hinaus vertreibt das Unternehmen Programme, die vom australischen Special Broadcasting Service erworben oder produziert wurden. Das Unternehmen vertreibt auch Titel von WWE.
2018 trennte sich Madman Entertainment von der Madman Anime Group, welche seitdem im Besitz von Aniplex ist.

## Geschichte
Madman wurde 1996 von Tim Anderson und Paul Wiegard ausschließlich als Anime-Vertriebsfirma gegründet, das Angebot wurde später auch andere Genres ausgedehnt.
Bis 2005 war Madman der Distributor für Umbrella Entertainment, welche sich auf die Genres Horror, Kult, Arthouse, Klassiker und Exploitationfilmen sowie die Restaurierung und Remastering von alten australischen Filmen spezialisiert hat. Seit dem 1. Januar 2016 Vertriebspartner für Titel von WWE im Bereich der Video-Auswertung in Australien und Neuseeland.
Am 1. Mai 2006 wurde die Madman Group von Funtastic Limited für 34,5 Millionen Australische Dollar gekauft, um die Medienrechte für Titel zu erwerben, für die Funtastic die Spielzeugrechte hielt. Tim Anderson und Paul Wiegard haben bei der Übernahme einen Arbeitsvertrag unterzeichnet und sind weiterhin im Vorstand von Madman.
Am 23. Februar 2008 gab Madman bekannt, dass es einen Vertriebsvertrag mit Viz Media, zur Verbreitung der Manga-Titel von Viz Media in Australien und Neuseeland, geschlossen hat.  Der Vertriebsvertrag endete im April 2016, als Simon & Schuster den Vertrieb des Viz-Media-Kataloges übernahm und Madman Entertainment den Vertrieb aller Mangatitel einstellte.
Auf der Supanova Pop Culture Expo 2008 kündigte Madman Pläne für Vertriebsmethoden an. Madman startete die Video-on-Demand-Plattform Madman Screening Room. Madman begann auch mit der Veröffentlichung von Blu-ray-Disc-Titeln, beginnend mit The Transformers – Der Kampf um Cybertron im Juni 2009. Am 1. Juni 2009 produzierte Madman Entertainment eine englische Adaption von Eiga de Tōjō! Tamagotchi Doki Doki! Uchū no Maigotchi!? unter dem Titel Tamagotchi: The Movie. Madman beabsichtigte auch die Fortsetzung Tamagotchi: Uchū Ichi Happy na Monogatari!? zu synchronisieren, aber die Synchronisation wurde aus unbekannten Gründen abgesagt.
Im April 2008 gab das Unternehmen eine Zusammenarbeit mit dem britischen Unternehmen Warp Films bekannt. Warp und Madman planten, in den nächsten drei Jahren mindestens zwei Filme zusammen zu drehen, beginnend mit dem Film Tyrannosaur – Eine Liebesgeschichte. Am 4. März 2014 gab Funtastic Limited seine Absicht bekannt, Madman Entertainment zu verkaufen, da der Marktwert von Madman die Hälfte seines Buchwerts betrug.
Anfang 2016 kündigte Madman das Madman Anime Festival an, um sein 20-jähriges Bestehen zu feiern. Die Convention fand vom 3. bis 4. September 2016 in Melbourne statt. Seitdem findet die Convention jährlich statt.
Ende 2018 bestätigte ein Mitarbeiter von Madman, dass Madman einen Distributionsvertrag mit Funimation abgeschlossen hatte, wobei Madman der lokale Distributor für ausgewählte Funimation-Titel in Australien und Neuseeland wurde und Funimation die Lizenzierung und Lokalisierung von Titeln abwickelte.
Am 13. Februar 2020 wurde bekannt gegeben, dass Madman Entertainment, Curzon und Cinéart eine Partnerschaft eingegangen sind, um einen Filmentwicklungsfonds in Höhe von 1,6 Millionen US-Dollar für drei Jahre aufzulegen. Die Partnerschaft bietet den Unternehmen erste Optionen für den Vertrieb und wird voraussichtlich 16 Projekte unterstützen. Der Curzon CM Development Fund wird von den Londoner Büros von Curzon betrieben, und zu den ersten Projekten gehören Swimming Home, Sweet Maddie Stone und The Ballad of a Small Player.

## DocPlay
Am 1. Dezember 2016 startete Madman die Video-on-Demand-Plattform DocPlay, einen speziellen Dokumentations-Streaming-Dienst. Der Dienst verfügt zum Start über 130 Titel, die derzeit über einen Webbrowser, Android, Chromecast und iOS abgerufen werden kann.
Der Service wurde zum Teil von Screen Australia mitfinanziert, da die Plattform Einnahmen mit lokalen Produzenten teilen kann.

## Madman Anime Group
Im Februar 2018 wurde bekannt, dass Aniplex am 15. November 2017 eine Minderheitsbeteiligung an Madmans Anime-Geschäft, der Madman Anime Group, erworben in Aktien erworben hat.
Am 6. Februar 2019 wurde bekannt, dass Madman Entertainment die Madman Anime Group an Aniplex für 35 Millionen Australische Dollar komplett verkauft hat.
Zur Madman Anime Group gehörte die 2021 eingestellte Video-on-Demand-Plattform AnimeLab.